# 王嵱
王嵱（？—？），浙江慈溪人，明朝政治人物。同进士出身。

## 生平
正德八年（1513年）癸酉科浙江鄉試第六名舉人，正德九年（1514年）聯捷進士。同年接替张仲贤任华亭县知县一职，1518年由李庄接任。